# Prostetická skupina

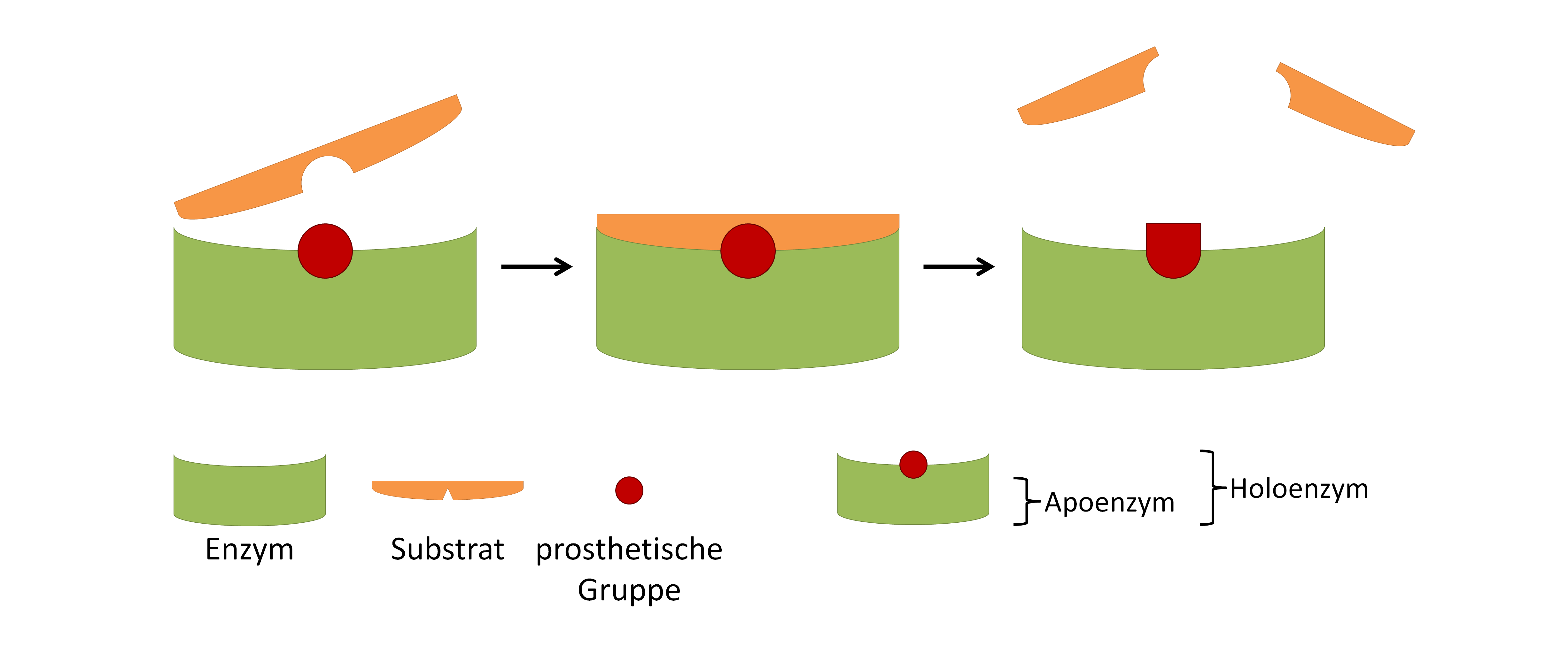
Schéma reakce rozkladu substrátu pomocí prostetické skupiny pevně navázané na enzym.

Prostetická skupina (ze starořeckého προστίθημι, česky předřadit) je kofaktor, který je tvořen nízkomolekulární nebílkovinnou složkou enzymu a umožňuje jeho katalytický účinek. Prostetická skupina je nejčastěji na tento enzym pevně vázána kovalentní vazbou. Enzym s navázanou prostetickou skupinou se nazývá holoenzym a má katalytickou funkci. Enzym tvořený pouze bílkovinnou složkou bez prostetické skupiny se nazývá apoenzym a nemá katalytickou funkci.
Prostetická skupina může být tvořena organickou látkou (například FMN, FAD, kyselina lipoová) nebo anorganickou látkou (například iontem kovu, často pevně zabudovaným do organické struktury skupiny).
Prostetické skupiny jsou součástí aktivního centra enzymu a zajišťují jeho katalytickou aktivitu. Jejich funkcí je katalýza biochemických reakcí, často je to přenos atomů, jejich skupin nebo elektronů během reakce.

## Terminologie
Terminologie kofaktorů, koenzymů a prostetických skupin je značně nejednotná. Voet & Voet rozlišují dva druhy kofaktorů: koenzymy a prostetické skupiny, z nichž první se vážou slabě a druhé kovalentně. Stejné pojetí zastává například Vodrážkova Enzymologie nebo Oxford Dictionary of Biochemistry and Molecular Biology.
U termínu prostetická skupina je kladen důraz na těsný charakter vazby na enzym a na definici strukturálních vlastností enzymu. Termín koenzym naopak definuje především funkční vlastnosti enzymu. V současnosti je prostetická skupina obvykle chápána jako pevně vázaná a stabilní součást molekuly enzymů, zatímco koenzym se váže pouze slabě a snadno disociuje. V reálné biochemii však neexistuje jasný přechod mezi koenzymy a prostetickými skupinami.

## Typy prostetických skupin

### Organické
Organické prostetické skupiny jsou tvořeny například vitamíny, sacharidy, lipidy nebo RNA. Dalšími příklady organických prostetických skupin jsou deriváty vitamínů: B1 – thiamin pyrofosfát, B6 – pyridoxalfosfát nebo B7 – biotin.

### Anorganické
Anorganické prostetické skupiny jsou tvořeny nejčastěji ionty přechodných kovů Fe2+, Zn2+, Cu2+, Mn2+, Mg2+. Nazývají se metaloenzymy a jsou to například:
- železo – v hemových skupinách, v cytochromu c oxidáze a hemoglobinu
- zinek – v karboanhydráze
- měď – v komplexu IV dýchacího řetězce
- molybden – v nitrátreduktáze

## Reakce prostetických skupin
Prostetické skupiny vázané na enzymy řídí rychlost reakcí ve všech živých organismech. Tyto reakce probíhají cíleně podle genetického plánu organismu, přesně na sebe navazují, vzájemně se koordinují a mají specifický průběh bez vzniku vedlejších produktů. Aktivita enzymů je pružně regulována podle měnících se potřeb organismu.
Předpokládá se, že i nejjednodušší buňky obsahují přes 3 000 enzymů a protože každý biologický druh má své vlastní enzymy, odhaduje se počet existujících enzymů na miliardy.
Koenzym a prostetická skupina se odlišují ve způsobu katalytické reakce a zpětné regenerace (přechodu do původního stavu po splnění katalytické funkce):
- Snadno odštěpitelné koenzymy na apoenzymu a substrát reagují jako jako dva reaktanty. Po proběhnutí reakce přechází zreagovaný koenzym na jiný apoenzym a tam reaguje s dalším substrátem, čímž se regeneruje. Katalytické působení koenzymů je tedy realizováno spřažením dvou reakcí prováděných dvěma apoenzymy.
- Průběh reakce u prostetických skupin je určen jejich pevnou vazbou k apoenzymu. Prostetické skupiny krátce po sobě reagují se dvěma substráty, přičemž obě reakce realizuje tentýž apoenzym. Na rozdíl od koenzymu se tak katalytické reakce a regenerace zúčastňuje pouze jeden apoenzym.

## Důležité prostetické skupiny
- FAD
- Hem (porfyrin se zabudovaným iontem železa), prostetická skupina hemoglobinu a cytochromů dýchacího řetězce
- kyselina lipoová
- biotin v karboxylázách
- flaviny ve flavoproteinech
- Moco (molybdenový kofaktor) v molybdoenzymech (např. xanthinoxidáza)
- FeMo (molybden-železný kofaktor, MoFe protein) v nitrogenáze
- vitamin B6 (pyridoxalfosfát) jako prostetická skupina aminotransferáz a lidské histidinkarboxylázy
- kobalamin
- železo
- zinek
- hořčík
- molybden